# Jean Levaillant
Jean Levaillant (Parigi, 9 ottobre 1794 – 1871) è stato un generale francese.
Generale di brigata, figlio dell'esploratore e naturalista François, fratello del generale Charles e del naturalista Jean-Jacques Rousseau, partecipò alla spedizione inviata da Luigi Napoleone a reprimere la Repubblica Romana, conclusa con il lungo assedio di Roma.

## Esordi
Entrato giovane nell'esercito francese di Napoleone il grande, il 21 giugno 1812 era già sergente-maggiore dell'8º reggimento di linea. Seguì l'unità nelle campagne del 1813: il 7 febbraio 1813, venne promosso sotto-tenente, il 9 luglio tenente. 

Fatto prigioniero a Dresda, rientrò in Francia solo il 7 giugno 1814. Raggiunto il 9º reggimento di linea, il 27 giugno 1818, come luogotenente-aiutante maggiore, il 2 agosto passò a capitano. Con questo grado partecipò alla campagna di Spagna contro la rivoluzione liberale, dal 1823 al 1828. 

La campagna gli valse due importanti distinzioni: divenne, in Francia, cavaliere di San Luigi il 18 novembre 1823 ed, in Spagna, cavaliere di San Ferdinando (di 2ª classe) nel 1825.
Il 7 dicembre 1833, divenne comandante del 15º battaglione di linea. Il 15 marzo 1838 33º reggimento.

## Le campagne in Algeria
Distaccato con la sua unità nella armata d'Africa, che occupava l'Algeria, si distinse alle campagne del 1838, 1839, 1840 e 1841. Qui, il 10 marzo 1841, divenne colonnello del 36° di linea. 

Ancora in Algeria dal 1844 al 1848, il 12 giugno 1848 venne promosso generale di brigata. Il 21 agosto 1846 divenne Commendatore della Legion d'Onore. Profittò delle circostanze per favorire una missione militare scientifica di esplorazione dell'Algeria, cui venne dedicato un battaglione, comandato dal fratello Jean-Jacques Rousseau.

## La spedizione di Roma
Con questo grado venne comandato alla spedizione inviata da Luigi Napoleone, neo-presidente della giovane Seconda Repubblica francese, a reprimere la Repubblica Romana e partecipò all'assedio di Roma. Circostanze che gli valsero una discreta notorietà ed un ritratto del pittore Raffet.

## Esito
Morì nel 1871, sepolto nel cimitero di La Noue nel dipartimento della Marna.